# Curtiss XF14C
El Curtiss XF14C fue un avión de caza naval estadounidense. Fue desarrollado por Curtiss-Wright en respuesta a una solicitud de la Armada de los Estados Unidos de 1941 para producir un nuevo avión de caza embarcado de altas prestaciones.

## Diseño y desarrollo
En 1941, la Armada estadounidense solicitó un avión de caza embarcado en portaaviones de prestaciones mejoradas, que iba a ser propulsado por el propuesto motor de altas prestaciones, 24 cilindros y refrigerado por líquido Lycoming XH-2470. Esta era una medida inusual para la Armada, que había sido inflexible hasta ese momento en que todos sus aviones usaran motores radiales refrigerados por aire.
El 30 de junio de 1941 se le concedió un contrato a la compañía Curtiss-Wright por dos aviones prototipo, designados XF14C-1. En la misma fecha se le concedieron contratos de desarrollo a la Grumman Aircraft Engineering Corporation por el monomotor XF6F-1 y el bimotor XF7F-1, usando ambos motores radiales refrigerados por aire Pratt & Whitney R-2800 Double Wasp.
Al comienzo del desarrollo, la Armada solicitó mejores prestaciones de altitud y, en vista del poco satisfactorio progreso del desarrollo del motor XH-2470, Curtiss adaptó el diseño del avión alrededor del nuevo motor radial refrigerado por aire y sobrealimentado Wright R-3350 Duplex-Cyclone. El avión equipado con este motor radial refrigerado por aire de dieciocho cilindros en dos filas fue designado XF14C-2. El XF-14C-1 fue cancelado. Además, viendo los problemas de operación a altitudes de alrededor de 12 000 m, la Armada inició trabajos en una tercera versión con cabina presurizada, designada XF14C-3.
Finalmente, solo el prototipo XF14C-2 fue completado, volando por primera vez en julio de 1944. Además, la decepción con las estimaciones de rendimiento y los retrasos en la disponibilidad del motor XR-3350-16, junto con la menguante necesidad táctica de un caza de muy gran altura, condujeron a la cancelación del desarrollo.

## Variantes
XF14C-1
Versión inicial con motor Lycoming XH-2470, no construida.
XF14C-2
Versión con motor Wright R-3350 Duplex-Cyclone, uno construido.
XF14C-3
Versión del XF14C-2 concabina presurizada, no construida.

## Operadores
Estados Unidos
- Armada de los Estados Unidos

## Especificaciones (XF14C-2)
Referencia datos: Curtiss Aircraft 1907–1947

### Características generales
- Tripulación: Uno (piloto)
- Longitud: 11,5 m (37,8 ft)
- Envergadura: 14 m (46 ft)
- Altura: 5,2 m (17 ft)
- Superficie alar: 34,8 m² (374,6 ft²)
- Peso vacío: 4777 kg (10 528,5 lb)
- Peso cargado: 6781 kg (14 945,3 lb)
- Planta motriz: 1× motor radial de dieciocho cilindros en dos filas y refrigerado por aire Wright XR-3350-16.
  - Potencia: 1678 kW (2313 HP; 2282 CV)
- Hélices: Contrarrotativas de 6 palas de velocidad constante

### Rendimiento
- Velocidad máxima operativa (Vno): 673 km/h (418 MPH; 363 kt)
- Velocidad crucero (Vc): 277 km/h (172 MPH; 150 kt)
- Alcance: 2460 km (1328 nmi; 1529 mi)
- Techo de vuelo: 12 100 m (39 698 ft)
- Régimen de ascenso: 14 m/s (2756 ft/min)

### Armamento
- Cañones: 

  - 4 de 20 mm en las alas (planeado)

## Aeronaves relacionadas

### Aeronaves similares
- Boeing F8B
- Hawker Sea Fury
- Focke-Wulf Ta 152H
- Nakajima Ki-87

### Secuencias de designación
- Secuencia Numérica (interna de Curtiss): ← 91 - 92 - 93 - 94 - 95 - 96 - 97 →
- Secuencia F_C (Cazas de la Armada estadounidense, 1922-1962 (Curtiss, 1922-1962)): ← F11C - F12C - F13C - F14C - F15C